# Polidemonismo
Il polidemonismo è una forma di spiritualità che crede nell'esistenza di una molteplicità di demoni che animano e popolano l'universo. Il concetto fu introdotto come fase intermedia fra animismo e politeismo nel tradizionale schema animismo-politeismo-monoteismo elaborato da Edward Burnett Tylor.